# Légna
Légna – miejscowość i dawna gmina we Francji, w regionie Burgundia-Franche-Comté, w departamencie Jura. W 2013 roku populacja gminy wynosiła 211 mieszkańców. 
W dniu 1 stycznia 2017 roku z połączenia czterech ówczesnych gmin – Chatonnay, Fétigny, Légna oraz Savigna – utworzono nową gminę Valzin-en-Petite-Montagne. Siedzibą gminy została miejscowość Légna. 